# Stenobothrus ursulae
Stenobothrus ursulae är en insektsart som beskrevs av Nadig 1986. Stenobothrus ursulae ingår i släktet Stenobothrus och familjen gräshoppor. Inga underarter finns listade i Catalogue of Life.